# La casta dei Meta-Baroni
La casta dei Meta-Baroni è una space opera a fumetti, appartenente e derivata dall'universo narrativo de L'Incal realizzata dal drammaturgo cileno naturalizzato francese Alejandro Jodorowsky e dal disegnatore argentino Juan Giménez.

## Storia editoriale
La serie, è stata pubblicata  tra il 1992 ed il 2004  da Les Humanoïdes Associés, con il titolo originario La Caste des Méta-Barons
.
I  volumi che la compongono sono:
- 1. Othon il trisavolo (Othon le trisaïeul, 1992)
  2. Honorata la trisavola (Honorata la trisaïeule, 1993)
  3. Aghnar il bisavolo (Aghnar le bisaïeul, 1995)
  4. Oda la bisavola (Oda la bisaïeule, 1997)
  5. Testa d'acciaio il nonno (Tête d'acier l'aïeul, 1998)
  6. Doña Vicenta Gabriela de Rokha la nonna (Doña Vicenta Gabriela de Rokha l'aïeule, 1999)
  7. Aghora il padre-madre (Aghora le père-mère, 2002)
  8. Senza-nome l'ultimo dei Meta-Baroni (Sans-Nom le dernier Méta-Baron, 2004)

## Trama
In un futuro distopico, vengono seguite le vite di una famiglia di combattenti, che si tramandano di generazione in generazione potere e posizione attraverso un'iniziazione che prevede che il figlio debba uccidere il padre in combattimento.

## Riconoscimenti
Nel 2000 vince come Miglior opera a fumetti il premio Attilio Micheluzzi.

## Edizioni Italiane
- La serie viene pubblicata in 8 fascicoli, come nell'originale francese, fra il 1998 e il 2004 da Alessandro Editore
- I primi tre fascicoli vengono raccolti nel 2008 in un'edizione brossurata  da Alessandro Editore: La casta dei Meta-Baroni prima parte ISBN  978-88-8285-277-1
- La casta dei Meta-Baroni L'Integrale, Magic Press Edizioni, 2013, ISBN 9788877596185.